# Piazza Grande (Montepulciano)
Piazza Grande è la principale piazza di Montepulciano, di cui costituisce il punto più elevato.

## Storia
Originariamente si presentava di dimensioni più ridotte ed era circondata da edifici medievali.
Gli statuti del 1337 ne stabilivano i confini e l'uso: i delitti commessi nella piazza erano puniti con una pena più severa, costituiva il centro della vita pubblica, ospitava un mercato e vi era una colonna in cui venivano esposti i condannati alla gogna e i sodomiti.
Successivamente, col trasferimento del mercato nella piazza delle Erbe, piazza Grande assunse prevalentemente quella funzione di rappresentanza che, sotto l'influenza culturale del Rinascimento fiorentino e romano, le conferì l'aspetto attuale.

## Descrizione
La piazza presenta una pianta grossomodo quadrangolare ed è delimitata dai volumi compatti del duomo, del Palazzo Comunale, del palazzo Contucci, del palazzo Nobili-Tarugi ed del palazzo del Capitano.
Nello slargo adiacente al palazzo Nobili-Tarugi si innalza un pozzo progettato da Antonio da Sangallo il Vecchio all'epoca della sua permanenza in città.